# Friedrich von der Schulenburg (homme politique)

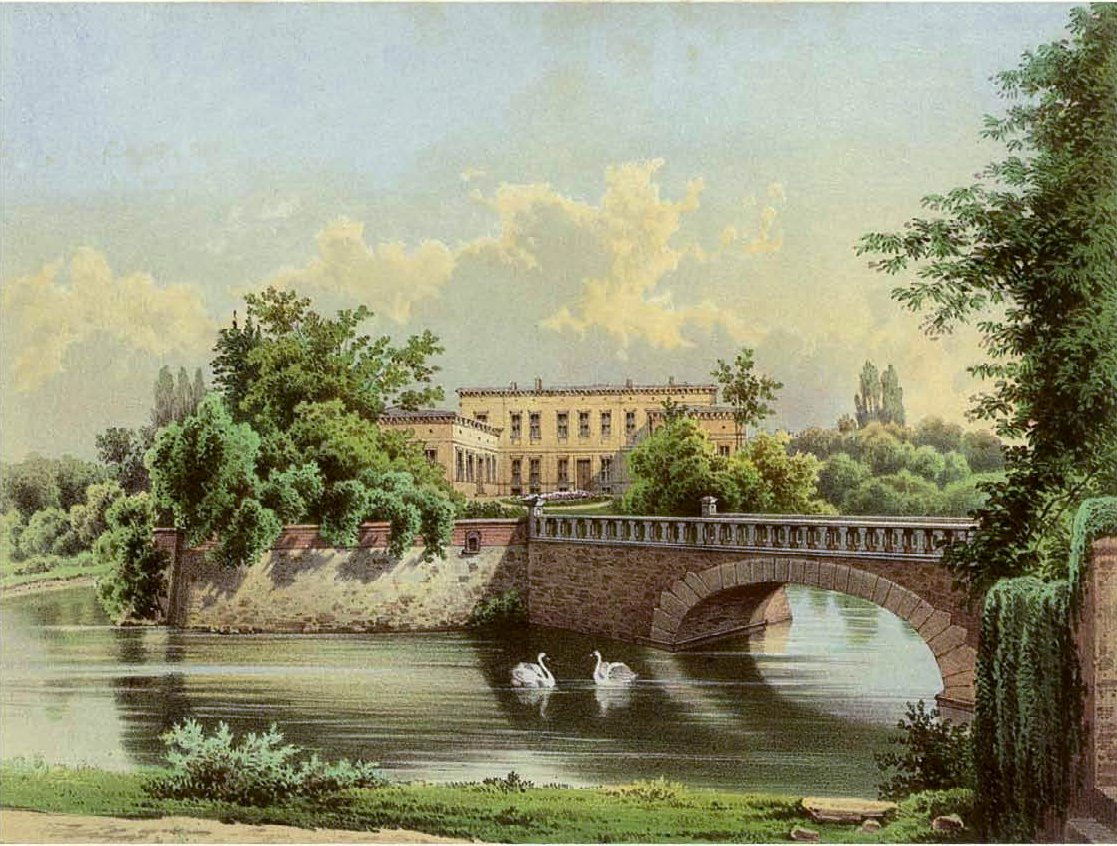
Château d'Angern vers 1860, Collection Alexander Duncker

Ne doit pas être confondu avec Friedrich von der Schulenburg (général).
Pour les articles homonymes, voir Schulenburg (homonymie).
Friedrich von der Schulenburg (né le 10 février 1769 à Angern et mort le 16 mai 1821 à Magdebourg), en fait Friedrich Christoph Daniel comte von der Schulenburg, est un avocat administratif dans le royaume de Prusse. De 1816/18 à 1821, il est le premier président du district de Magdebourg dans la province de Saxe. Il est chevalier de l'Ordre de Saint-Jean.

## Origine
Friedrich comte von der Schulenburg est issu de la branche d'Angern de la lignée blanche de la famille noble brandebourgeoise-prussienne von der Schulenburg. Alexander Friedrich Christoph von der Schulenburg (de) (1720–1801), le père de Friedrich, décède en 1801. Sa mère Luise Eleonore (1743–1803) est née von Bismarck. Il est le fils aîné des sept enfants du couple. Son frère cadet est le lieutenant général prussien Joseph Ferdinand Adolf Achaz von der Schulenburg (de) (1776-1831).

## Biographie
De 1785 à 1789, il étudie à l'école de l'abbaye de Berge près de la ville de Magdebourg. Schulenburg étudie ensuite le droit et les sciences politiques à l'Université d'Halle. Après avoir terminé ses études, il devient administrateur de l'arrondissement des Bois (de) II du duché de Magdebourg appartenant au royaume de Prusse. Entre 1801 et 1804, Schulenburg se retire temporairement du service gouvernemental pour s'occuper de la succession de la famille après la mort de son père. En 1804, il reprend du service et, après un bref passage à la chambre de guerre et de domaine (de) de Magdebourg, devient directeur de chambre à Varsovie. Par la suite, à l'époque du royaume de Westphalie, Schulenburg travaille dans une commission pour la réglementation de la propriété des domaines basée à Magdebourg et est député des États impériaux du royaume de Westphalie. Pendant les guerres napoléoniennes, il dirige ensuite l'organisation de la Landwehr dans l'Altmark. Après la création de la province prussienne de Saxe, il est nommé premier président du district de Magdebourg.
Des sources indiquent qu'au début de la province de Saxe, il y a encore un équilibre des pouvoirs peu clair entre le haut président de la province et le président du district de Magdebourg. Cela explique pourquoi le haut président Friedrich von Bülow agit également en tant que président de district à cette époque. Après la mort de Schulenburg en 1821, les deux postes sont menés à terme en union personnelle.

## Famille
Il se marie deux fois. Sa première épouse, née le 27 février 1803, est Henriette Christiane Charlotte von Rohtt (morte le 9 avril 1811), fille du capitaine de digue Johann Christian von Rohtt auf Köcke et de sa femme Dorothea Albertine von Hagen. Le couple a les enfants suivants :
- Wilhelmine Albertine Pauline Eleonore Johanna Cora (née le 17 janvier 1804 et morte le 3 octobre 1844), mariée :
  - le 15 février 1825 avec Karl Julius Heinrich Bogislaus von Hoym (mort le 23 avril 1825)
  - le 24 septembre 1829 avec Wilhelm Ludwig Albert von Bismarck (de) (1803–1877)
- Auguste Juliane Editha Ulrike Mathilde (née le 13 novembre 1807 et morte le 6 juin 1808)

Après la mort de sa première femme, il se marie le 10 juillet 1812 avec Auguste Luise Adolphine von Cramm (née le 13 juillet 1793 et morte le 15 octobre 1854), fille aînée du sénéchal brunswickois Friedrich Albert Ernst von Cramm à Volkersheim et de sa femme Charlotte Adriane Caroline Amaline von der Schulenburg. Le couple a les enfants suivants :
- Francesca (née le 27 décembre 1813 et morte le 19 janvier 1828)
- Edo Friedrich Christoph Daniel (né le 27 avril 1816 et mort le 6 août 1904) marié le 27 juin 1841 avec Hélène Alexandrine Charlotte Florentine von Schöning-Jahnsfelde (1823-1901)

La veuve se marie plus tard avec  le général de division Karl Friedrich von Flotow (de).